# Jerzy Bula
Jerzy Bula (ur. 6 września 1944, zm. 31 stycznia 2023) – polski lekkoatleta specjalizujący się w rzucie oszczepem. 
Dwukrotny medalista mistrzostw Polski, reprezentant kraju w meczu międzypaństwowym przeciwko USA w 1965 (3 miejsce z wynikiem 72,98). Bronił barw MKS-u Rybnik (1960), Startu Rybnik (1962–1964), Śląska Wrocław (1965), Unii Krywałd (1966–1968) oraz Górnika Zabrze (od 1969). Rekord życiowy: 78,98 (9.05.1965, Warszawa).